# Friedrich Becker
Friedrich Eberhard Becker (Münster, 12 giugno 1900 – Monaco, 25 dicembre 1985) è stato un astronomo tedesco.
Assistente della specola pontificia dal 1924 al 1926, fu agli osservatori di La Paz dal 1926 al 1928, Potsdam dal 1928 al 1930 e Bonn dal 1948 al 1966.